# باتريك توماس
باتريك توماس (بالإنجليزية: Patrick Thomas)‏ هو ممثل أمريكي، ولد في 21 فبراير 1961 بسان فرانسيسكو في الولايات المتحدة.

## وصلات خارجية
- باتريك توماس على موقع IMDb (الإنجليزية)
- باتريك توماس على موقع قاعدة بيانات الفيلم (الإنجليزية)